# Rhythm of Love

Rhythm of Love este o melodie cântată de cântăreața belarusă Aliona Lanskaia. Melodia a fost aleasă să reprezinte țara pe 7 decembrie 2012 prin Selecția Națională Belarusă, Euroforest, primind 12 puncte de la public și de la juriu.
Melodia va reprezenta Belarusul în Concursul Muzical Eurovision 2013 din Malmö, Suedia.